# H̱otem HaKarmel
H̱otem HaKarmel (hebreiska: חטם הכרמל) är ett reservat i Israel. Det ligger i distriktet Haifa, i den norra delen av landet.